# Вереміївська сільська рада (Семенівський район)
Вереміївська сільська рада — колишній орган місцевого самоврядування у Семенівському районі Полтавської області з центром у c. Вереміївка.
Населення — 1143 осіб.

## Населені пункти
Сільраді були підпорядковані населені пункти:
- c. Вереміївка
- с. Карпиха